# Kakuryū Rikisaburō
Kakuryū Rikisaburō (鶴竜 力三郎) est un lutteur professionnel de sumo japonais (mongol jusqu'en 2020), né le 10 août 1985 en Mongolie, dans la province de Sükhbaatar. Son nom de naissance est Mangaljalavyn Anand (Мангалжалавын Ананд).

## Biographie
Mangaljalavyn Anand naît à Oulan-Bator, en Mongolie. Arrivé au Japon en 2001, il débute par les divisions les plus basses, jonokuchi, jonidan, sandamne et makushita. Après vingt-cinq tournois dans les divisions inférieures, il devient sekitori en devenant juryo le temps d'un tournoi avant de retomber dans la division makushita et revenir en juryo le tournoi d'après.
Il évolue dans la première division makuuchi depuis novembre 2006. À partir d'avril 2009, il passe à plusieurs reprises komusubi et sekiwake. Il devient ōzeki en avril 2012, à la suite du tournoi de mars. Il est promu au rang de yokozuna le 26 mars 2014 après avoir remporté le haru basho 2014 (tournoi de mars) en battant les deux autres yokozuna ; Harumafuji et Hakuhō. Il devient le 71e yokozuna de l'histoire, le 6e non japonais (le 4e mongol), et le 3e en activité.
Il remporte l'aki basho 2015 à la suite du forfait de Harumafuji et Hakuhō, et devient pour la première fois de sa carrière « yokozuna 1 est », soit la première position du classement.
En décembre 2020, Kakuryū renonce à sa nationalité mongole et acquiert la nationalité japonaise.
Le 24 mars 2021, il prend sa retraite après avoir raté son cinquième tournoi consécutif en raison d'une blessure. Il aura remporté six titres en première division.

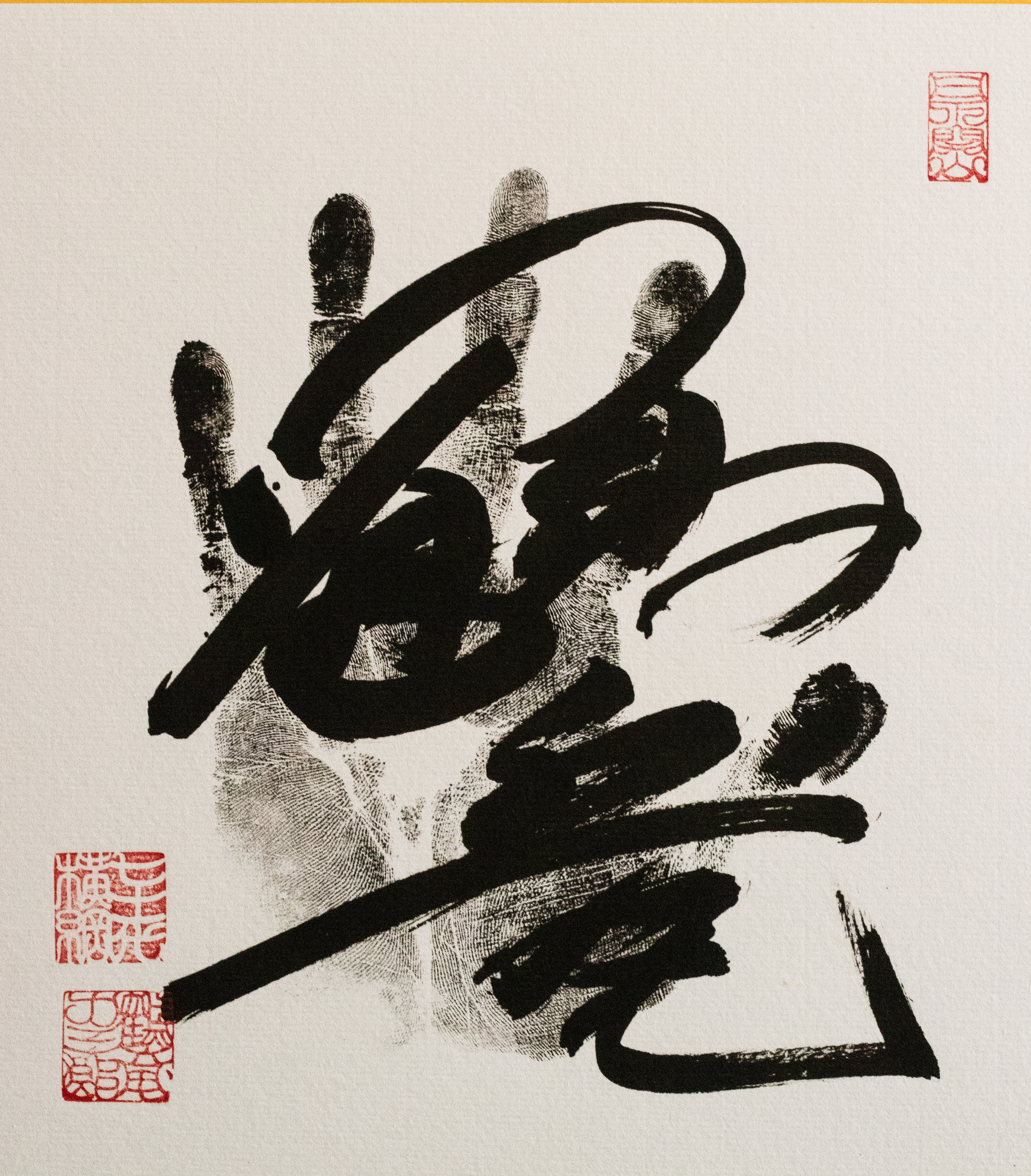
Tegata originale du Yokozuna Kakuryu

## Yushodemakuuchiremportés
- Haru Basho (Osaka) 2014 ; ōzeki ; 14-1
- Aki Basho (Tokyo) 2015 ; yokozuna ; 12-3-P
- Kyūshū Basho (Fukuoka) 2016 ; yokozuna ; 14-1
- Haru Basho (Osaka) 2018 ; yokozuna ; 13-2
- Natsu Basho (Tokyo) 2018 ; yokozuna ; 14-1
- Nagoya Basho (Nagoya) 2019 ; yokozuna ; 14-1

## Résultats par basho
| Année | Janvier Hatsu basho, Tokyo            | Mars Haru basho, Osaka                    | Mai Natsu basho, Tokyo                      | Juillet Nagoya basho, Nagoya         | Septembre Aki basho, Tokyo            | Novembre Kyūshū basho, Fukuoka        |
| --- | ------------------------------------- | ----------------------------------------- | ------------------------------------------- | ------------------------------------ | ------------------------------------- | ------------------------------------- |
| 2001 | x                                     | x                                         | x                                           | x                                    | x                                     | (Maezumo)                             |
| 2002 | Jonokuchi de l’Ouest #32 5–2          | Jonidan de l’Ouest #97 4–3                | Jonidan de l’Est #74 5–2                    | Jonidan de l’Ouest #32 6–1           | Sandanme de l’Est #70 5–2             | Sandanme de l’Ouest #40 1–6           |
| 2003 | Sandanme de l’Ouest #76 2–5           | Jonidan de l’Est #4 4–3                   | Sandanme de l’Est #87 3–4                   | Jonidan de l’Est #5 5–2              | Sandanme de l’Ouest #70 3–4           | Sandanme de l’Ouest #86 6–1           |
| 2004 | Sandanme de l’Est #25 4–3             | Sandanme de l’Ouest #13 4–3               | Sandanme de l’Est #3 3–4                    | Sandanme de l’Ouest #17 7–0–CHAMPION | Makushita de l’Ouest #14 1–6          | Makushita de l’Ouest #35 4–3          |
| 2005 | Makushita de l’Ouest #27 4–3          | Makushita de l’Ouest #21 5–2              | Makushita de l’Ouest #12 4–3                | Makushita de l’Ouest #7 4–3          | Makushita de l’Est #5 5–2             | Jūryō de l’Ouest #14 5–10             |
| 2006 | Makushita de l’Est #3 5–2             | Jūryō de l’Ouest #11 9–6                  | Jūryō de l’Ouest #8 9–6                     | Jūryō de l’Est #4 9–6                | Jūryō de l’Ouest #1 9–6               | Maegashira de l’Ouest #8 8–7          |
| 2007 | Maegashira de l’Est #8 6–9            | Maegashira de l’Ouest #11 9–6             | Maegashira de l’Ouest #5 6–9                | Maegashira de l’Est #8 9–6           | Maegashira de l’Ouest #2 7–8          | Maegashira de l’Est #3 4–11           |
| 2008 | Maegashira de l’Est #8 11–4 T         | Maegashira de l’Ouest #1 6–9              | Maegashira de l’Ouest #3 5–10               | Maegashira de l’Ouest #7 8–7         | Maegashira de l’Est #5 7–8            | Maegashira de l’Est #6 5–6–4          |
| 2009 | Maegashira de l’Ouest #8 9–6          | Maegashira de l’Ouest #1 10–5 T           | Komusubi de l’Est #1 9–6 T                  | Sekiwake de l’Est #1 5–10            | Maegashira de l’Ouest #3 11–4 T       | Sekiwake de l’Ouest #1 7–8            |
| 2010 | Komusubi de l’Ouest #1 7–8            | Maegashira de l’Est #1 6–9                | Maegashira de l’Est #3 6–9                  | Maegashira de l’Est #6 11–4 T        | Komusubi de l’Ouest #1 9–6            | Sekiwake de l’Ouest #1 7–8            |
| 2011 | Komusubi de l’Ouest #1 8–7            | Komusubi de l’Est #1 Tournoi annulé 0–0–0 | Komusubi de l’Est #1 12–3 T                 | Sekiwake de l’Ouest #2 10–5          | Sekiwake de l’Est #2 9–6              | Sekiwake de l’Ouest #1 10–5           |
| 2012 | Sekiwake de l’Est #1 10–5 P           | Sekiwake de l’Est #1 13–2–P T             | Ōzeki de l’Ouest #3 8–7                     | Ōzeki de l’Ouest #3 9–6              | Ōzeki de l’Ouest #3 11–4              | Ōzeki de l’Est #1 9–6                 |
| 2013 | Ōzeki de l’Ouest #1 8–7               | Ōzeki de l’Est #2 8–7                     | Ōzeki de l’Ouest #1 10–5                    | Ōzeki de l’Est #2 10–5               | Ōzeki de l’Ouest #1 9–6               | Ōzeki de l’Est #2 9–6                 |
| 2014 | Ōzeki de l’Ouest #1 14–1–P            | Ōzeki de l’Est #1 14–1                    | Yokozuna de l’Est #2 9–6                    | Yokozuna de l’Est #2 11–4            | Yokozuna de l’Ouest #1 11–4           | Yokozuna de l’Ouest #1 12–3           |
| 2015 | Yokozuna de l’Ouest #1 10–5           | Yokozuna de l’Est #2 0–1–14               | Yokozuna de l’Est #2 Blessure 0–0–0         | Yokozuna de l’Est #2 12–3            | Yokozuna de l’Ouest #1 12–3           | Yokozuna de l’Est #1 9–6              |
| 2016 | Yokozuna de l’Est #2 10–5             | Yokozuna de l’Est #2 10–5                 | Yokozuna de l’Ouest #1 11–4                 | Yokozuna de l’Ouest #1 2–2–11        | Yokozuna de l’Est #2 10–5             | Yokozuna de l’Ouest #1 14–1           |
| 2017 | Yokozuna de l’Est #1 5–6–4            | Yokozuna de l’Ouest #1 10–5               | Yokozuna de l’Ouest #1 1–4–10               | Yokozuna de l’Ouest #2 2–2–11        | Yokozuna de l’Ouest #2 Blessure 0–0–0 | Yokozuna de l’Ouest #2 Blessure 0–0–0 |
| 2018 | Yokozuna de l’Est #2 11–4             | Yokozuna de l’Est #1 13–2                 | Yokozuna de l’Est #1 14–1                   | Yokozuna de l’Est #1 3–3–9           | Yokozuna de l’Est #1 10–5             | Yokozuna de l’Ouest #1 Blessure 0–0–0 |
| 2019 | Yokozuna de l’Est #2 2–4–9            | Yokozuna de l’Ouest #1 10–5               | Yokozuna de l’Ouest #1 11–4                 | Yokozuna de l’Est #1 14–1            | Yokozuna de l’Est #1 4–4–7            | Yokozuna de l’Est #1 0–1–14           |
| 2020 | Yokozuna de l’Ouest #1 1–4–10         | Yokozuna de l’Ouest #1 12–3               | Yokozuna de l’Ouest #1 Tournoi annulé 0–0–0 | Yokozuna de l’Ouest #1 0–2–13        | Yokozuna de l’Ouest #1 Blessure 0–0–0 | Yokozuna de l’Ouest #1 Blessure 0–0–0 |
| 2021 | Yokozuna de l’Ouest #1 Blessure 0–0–0 | # Retraite 0–0–10                         | x                                           | x                                    | x                                     | x                                     |
| Résultats sous la forme victoires – défaites – absences Champion du tournoi Vice-champion du tournoi Retraite Divisions inférieures Non-participation Sanshō : C = Combativité ; P = Performance exceptionnelle ; T = Technique Aussi représentés : ★ = Kinboshi ; P = Playoff(s) Divisions : Makuuchi — Jūryō — Makushita — Sandanme — Jonidan — Jonokuchi Rangs Makuuchi : Yokozuna — Ōzeki — Sekiwake — Komusubi — Maegashira |                                       |                                           |                                             |                                      |                                       |                                       |